# László Széchy
László Széchy (18 de noviembre de 1891-9 de diciembre de 1963) fue un deportista húngaro que compitió en esgrima, especialista en la modalidad de sable. Participó en los Juegos Olímpicos de París 1924, obteniendo una medalla de plata en la prueba por equipos.

## Palmarés internacional
| Juegos Olímpicos | Juegos Olímpicos | Juegos Olímpicos | Juegos Olímpicos  |
| Año              | Lugar            | Medalla          | Prueba            |
| ---------------- | ---------------- | ---------------- | ----------------- |
| 1924             | París (Francia)  | Medalla de plata | Sable por equipos |